# Генератор Армстронга

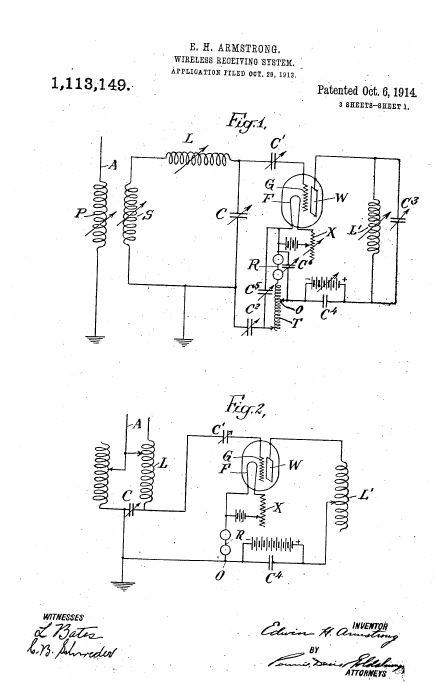
Схемы генераторов Армстронга из патента US1,113,149 Oct.06, 1914

Генератор Армстронга и генератор Мейснера (Майснера) называются в честь их изобретателей, электротехников Эдвина Армстронга и Александра Мейснера.
В обоих генераторах применяется трансформаторная обратная связь, но в генераторе Армстронга колебательный контур стоит и на входе и на выходе усилительного каскада, а в генераторе Мейснера колебательный контур стоит на выходе усилительного каскада.
Генераторы Армстронга и Мейснера представляют собой усилительные каскады (на лампе, биполярном или полевом транзисторе) с трансформаторной положительной обратной связью. Колебательный контур, образованный одной из катушек трансформатора и ёмкостью, может стоять или в выходной цепи (генератор Мейснера), или во входной цепи (генератор Армстронга), или в обеих цепях усилительного каскада (генератор Армстронга).
Частота генератора Армстронга приблизительно определяется по формуле:
{\displaystyle f={1 \over {2\cdot \pi \cdot {\sqrt {L\cdot C}}}}}.
В практических схемах действительная частота немного отличается от частоты по формуле.
Эта схема является основой регенеративного приёмника с амплитудно модулированным радиосигналом. В этом применении антенна присоединяется к дополнительной катушке, обратная связь уменьшается, например, небольшим уменьшением расстояния между катушками T и L.
По виду каскада усиления (с общим эмиттером (ОЭ), с общим коллектором (ОК), с общей базой (ОБ)) возможны три разновидности генераторов Армстронга и Мейснера. Так как усилитель по схеме с общей базой — наиболее высокочастотный, то и генератор на усилительном каскаде с общей базой — наиболее высокочастотен.

Рис.1. Схема генератора Мейснера

Генератор на каскаде с общей базой, имеет трансформаторную обратную связь, как в генераторе Мейснера, и частичное включение второго LC-контура ко входной цепи через ёмкостной делитель напряжения, как в генераторе Колпитца.

Схема на рис.1 представляет собой генератор Мейснера на каскаде с общим эмиттером. Каскад с общим эмиттером сдвигает фазу на 180°. В коллекторной цепи применено полное включение колебательного контура L2C2, которое фазу не сдвигает, но сильно шунтирует контур. Положительная обратная связь создаётся трансформатором L2L1, который при согласном включении обмоток сдвигает фазу приблизительно на 180°. Ёмкость C1 с эквивалентным параллельным сопротивлением резисторов R1 и R2 создаёт дополнительный сдвиг фазы приблизительно равный 60°. Суммарный петлевой сдвиг фазы составляет приблизительно 180°+180°+60°=420°. Запас устойчивости по фазе приблизительно −150°÷+30°. Другая разновидность этой схемы приведена в на рис.8.1.а).
Маломощные генераторы строят на однотактных усилительных каскадах, генераторы большей мощности строят на двухтактных усилительных каскадах, которые имеют больший КПД.
На высоких частотах трансформатор выполняется в виде двух полосок печатного проводника.

## Генератор ван дер Поля

Генератор ван дер Поля

Осциллятор Ван дер Поля является разновидностью генератора Армстронга с возбуждением от внешнего генератора Es.